# 印第安小径
印第安小径（英語：Indian Trails, Inc.） 是美国的一家城际巴士运营商，主要服务于密歇根州、威斯康星州、明尼苏达州和伊利诺伊州。印第安小径总部位于密歇根州奥沃索，在罗穆卢斯和卡拉马祖设有办事处。 